# Aeroportul Nissan Island
Aeroportul Nissan Island (IATA: IIS, ICAO: AYIA) este un aeroport din Nissan Island⁠(d), Autonomous Region of Bougainville⁠(d), Papua Noua Guinee.
Situat la o altitudine de 30 m, aeroportul dispune de o singură pistă. Este operat de Te Tauaarangi o Aotearoa⁠(d).